# Mr Ya Miss
Mr Ya Miss è un film del 2005 diretto da Antara Mali.